# Microsynodontis nannoculus
Microsynodontis nannoculus is een straalvinnige vissensoort uit de familie van de baardmeervallen (Mochokidae). De wetenschappelijke naam van de soort is voor het eerst geldig gepubliceerd in 2004 door Ng.

## Voorkomen
De soort komt alleen voor in de rivier Kyé die stroomt door Equatoriaal-Guinea.